# Georges Bruguier

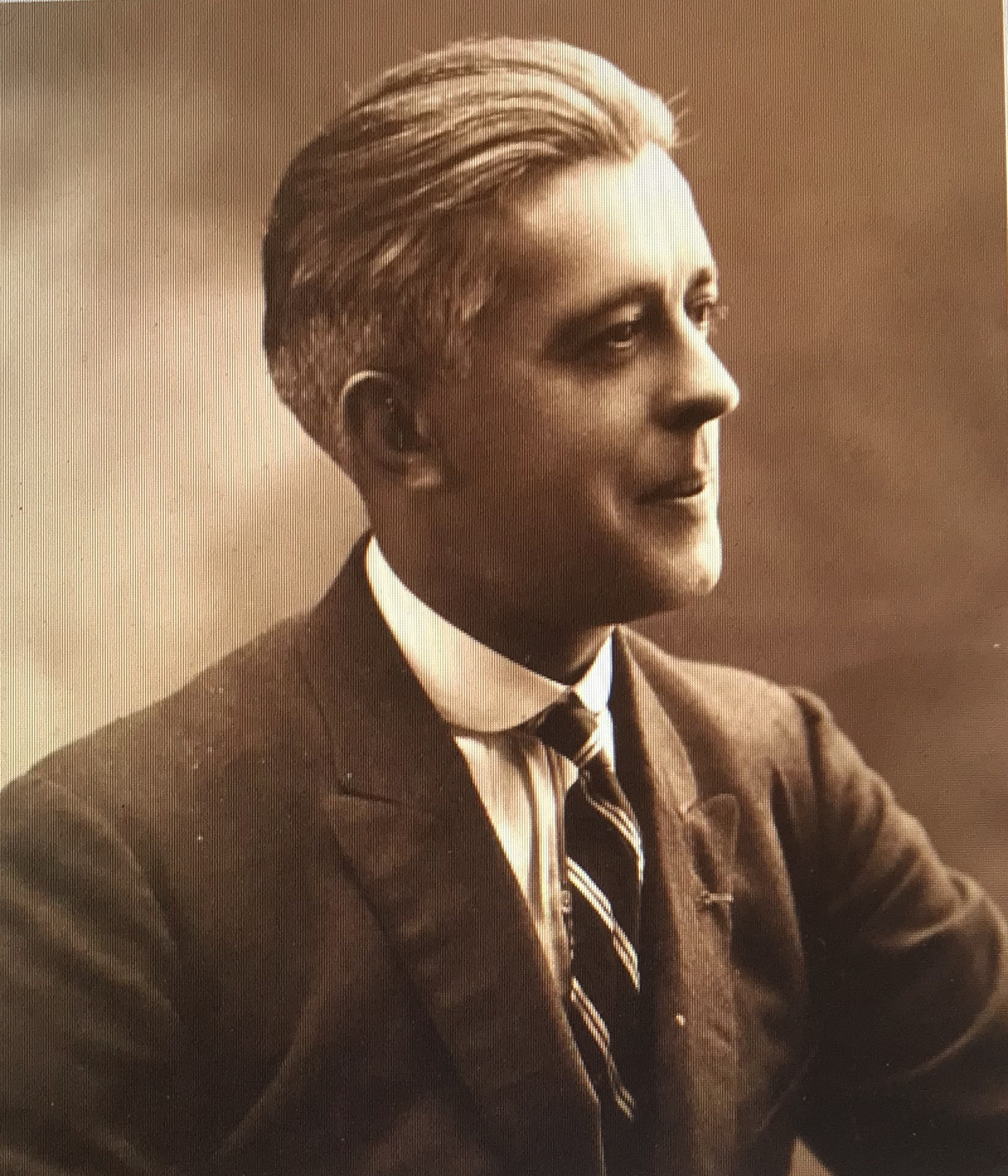
Georges Bruguier

Georges Bruguier (* 16. März 1884 in Nîmes; † 20. August 1962 in Carcassonne) war ein französischer Politiker. Er war von 1924 bis 1945 Mitglied des Senats und von 1945 bis 1946 Mitglied der verfassungsgebenden Nationalversammlung.

## Leben
Bruguier studierte Jura in Montpellier, wurde dann aber Journalist und schrieb für die Zeitung La Dépêche du Midi. 1919 trat er bei den Parlamentswahlen an und scheiterte trotz einem guten Ergebnis. Ihm gelang 1924 jedoch der Einzug in den Senat. 1925 wurde er außerdem Stadtrat von Nîmes und zog in den Generalrat des Départements Gard ein. Er schloss sich erst den gemäßigten Linken an, dann den Sozialisten. 1940 zählte er zu den 80 Abgeordneten, die gegen das Ermächtigungsgesetz des Vichy-Regimes stimmten. Deswegen wurde er in einem Lager bei Saint-Paul interniert. 1944 saß er im provisorischen Parlament, ein Jahr später wurde er in die verfassungsgebende Versammlung gewählt. 1946 wurde er erneut in das Gremium gewählt, stellte sich danach aber nicht mehr zur Wahl. Er ging nach Carcassonne, wo er 1959 Mitglied des Stadtrats wurde. Dort starb er 1962.